# 花中寻凶：死亡与鲜花
《花中寻凶：死亡与鲜花》（羅馬化：Dala Bupha Khattakam）是一部于2025年2月27日上线的Netflix原创泰国悬疑剧。此剧由乌拉萨雅·斯帕邦德、瓦西拉维奇·阿兰塔纳旺、纳帕·维凯伦罗与查雅妮·臣姍卡维领衔主演，剧情主要讲述了一位政治前途光明的总理候选人遭人谋杀的故事。

## 剧情简介
冉冉升起的政治新星，Ohm在一家著名花店的花艺工作室中身亡。这位来自泰国社会党的年轻政治家，曾因倡导社会平等的女权运动而引起轰动，被广泛认为将成为泰国下一任总理。Ohm以卓越的能力和迷人的外表而闻名，他即将与泰国最富有家族之一的继承人Risa结婚。他们即将举行的婚礼引起了全国的关注，因为这是该国两个最显赫的王朝的结合。
警方深入调查发现Aueathepa家族内部根深蒂固的矛盾。他们所隐藏的秘密是否是揭开这起令人毛骨悚然的谋杀案真相的关键？然而，警方并未排除Tangsinsup家族与Aueathepa家族可能存在更深层次冲突的可能性，使本已错综复杂的案件更加复杂。

## 演员阵容

### 主要演员
- 乌拉萨雅·斯帕邦德 饰演 达拉（Dalah），插花师，谋杀案嫌疑人之一。[4]
- 瓦西拉维奇·阿兰塔纳旺 饰演 Sarath，婚礼举办地酒店的前台主管。[4]
- 纳帕·维凯伦罗 饰演 Anusorn Aueathepa（Ohm），未来首相，为泰社会党的年轻政治家。在自己的婚礼上被谋杀。[4]
- 查雅妮·臣姍卡维 饰演 Narisa Tangsinsup（Risa），亿万富翁的女儿，Ohm的新娘，谋杀案嫌疑人之一。[4]

### 其他演员
- 普明·丹萨优 饰演 Kris Tangsinsup，著名歌手，Sujaree的儿子。[4]
- 普拉塔纳·班宗桑 饰演 Ekapop Aueathepa，Ohm的父亲。[4]
- 阿玛琳·尼低彭 饰演 Ekasit Aueathepa，Ohm的叔叔。[4]
- 贝娃·素探蓬 饰演 Pam Aueathepa，Ohm的侄女，脾气暴躁。[4]
- 基拉娜·皮皮亚克隆 饰演 Xinxin[4]
- 玛娜莎楠·潘叻翁固 饰演 Prapha，大儿媳。[4]
- 顿潭·萨利图尔
- 苏拉猜·宁萨农
- 阿玛塔·皮雅瓦尼奇
- 坤纳功·格潘
- 比吉卡·吉塔弗塔 饰演 Sujaree，二儿媳。[4]
- 塔农萨·苏帕坎